# Pierre-Christian Guiollard
 (février 2008).
Si vous disposez d'ouvrages ou d'articles de référence ou si vous connaissez des sites web de qualité traitant du thème abordé ici, merci de compléter l'article en donnant les références utiles à sa vérifiabilité et en les liant à la section « Notes et références ».
Pierre-Christian Guiollard est un écrivain et éditeur français né en 1954, docteur en Histoire des Sciences et des Techniques.
Son œuvre est très spécialisée dans l'histoire des techniques minières, charbonnages, mines d'or et mines d'uranium principalement.

## Biographie
- 1983, il publie à compte d'auteur un premier ouvrage sur les mines des Cévennes, terre de ses ancêtres mineurs de charbon.
- 1989, il publie son étude des machines d'extraction et des chevalements auxquelles il s'est consacré pendant plusieurs années dans un important ouvrage qui fait aujourd'hui référence en archéologie industrielle.
- 1988 parution de « Mines d'Or, petite histoire des grandes mines d'or françaises »
- 1991 parution de « Mines d'or du Châtelet de 1905 à 1955 » et des « Mines d'or du district de Saint-Yrieix-la-Perche dans la Haute-Vienne ».
- 1993, parution du livre « Mines d'or et d'argent de Rouez » constitue une suite logique du précédent, monographie complète d'une exploitation minière éditée sous forme luxueuse, attrayante et destinée aux spécialistes comme aux curieux.
- 1996, à l'occasion du centenaire de la découverte de l'or au Klondike (Canada) il publie un livre sur l'histoire de cette ruée qui se poursuit encore aujourd'hui et à laquelle il a participé en exploitant artisanalement une concession près de Dawson City.
- 1998, parution du livre « la mine d'or et d'antimoine de La lucette (Mayenne) », fruit d'une recherche dans les archives de la société aboutissant à la découvertes de documents inédits.
- 1998, il entreprend la publication d'une série d'ouvrages consacrée aux exploitations minières d'uranium françaises : 1998 : l'uranium de la Crouzille (Haute-Vienne), 2000 : l'Uranium du Lodévois (Hérault), 2002 l'Uranium du Morvan et du Forez, 2004 l'Uranium des deux Privés, 2005 : Le Mac de Limoges.
- 2001 il publie en collaboration avec JC Rohr et J. Urek Les Chevalements Lorrains consacré aux houillères du Bassin de Lorraine.
- 2005 parait un autre ouvrage écrit en collaboration avec J.F. Kowalik et A. Malphettes sur les mineurs de charbon : Mineurs de fond dans les houillères du bassin de Carmaux-Albi (Tarn).
- 2010, publication sous forme d'ouvrage de son mémoire de thèse en Histoire des Sciences et des Techniques : L'Industrie minière de l'antimoine et du tungstène, émergence, prospérité et disparition des exploitations de France métropolitaine aux XIXe et XXe siècles. Éditions Atlantica, Biarritz.